# 太昌镇
太昌镇，是中华人民共和国甘肃省庆阳市宁县下辖的一个乡镇级行政单位。
2015年，甘肃省民政厅批复同意撤销太昌乡，设立太昌镇。

## 行政区划
太昌镇下辖以下地区：
刘堡村、青牛村、苟家村、肖家村、申明村、联合村、东风村、杨咀村和小盘河村。